# Brahea decumbens
Brahea decumbens är en enhjärtbladig växtart som beskrevs av Jerzy Rzedowski. Brahea decumbens ingår i släktet Brahea och familjen Arecaceae. Inga underarter finns listade i Catalogue of Life.

## Bildgalleri

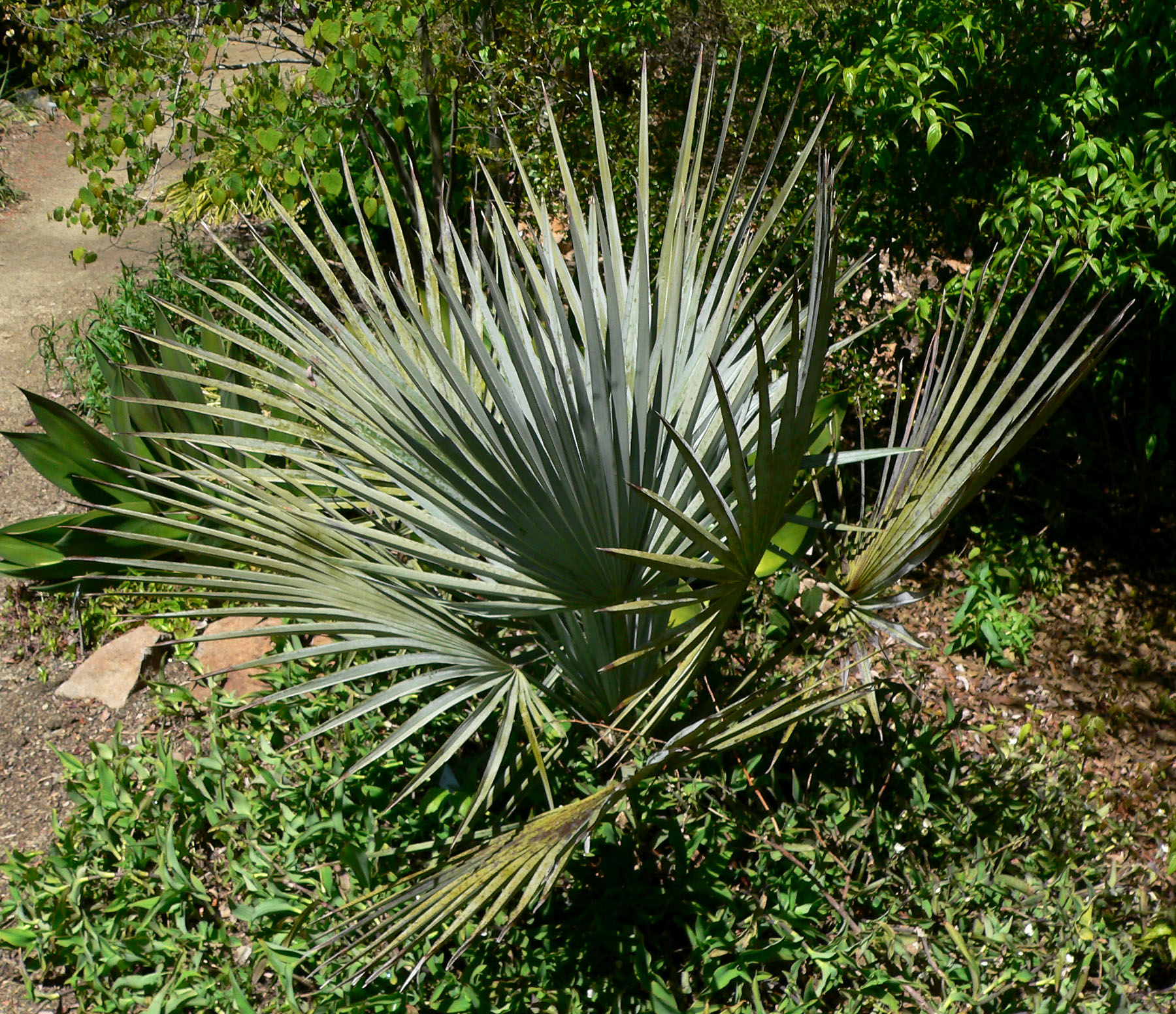
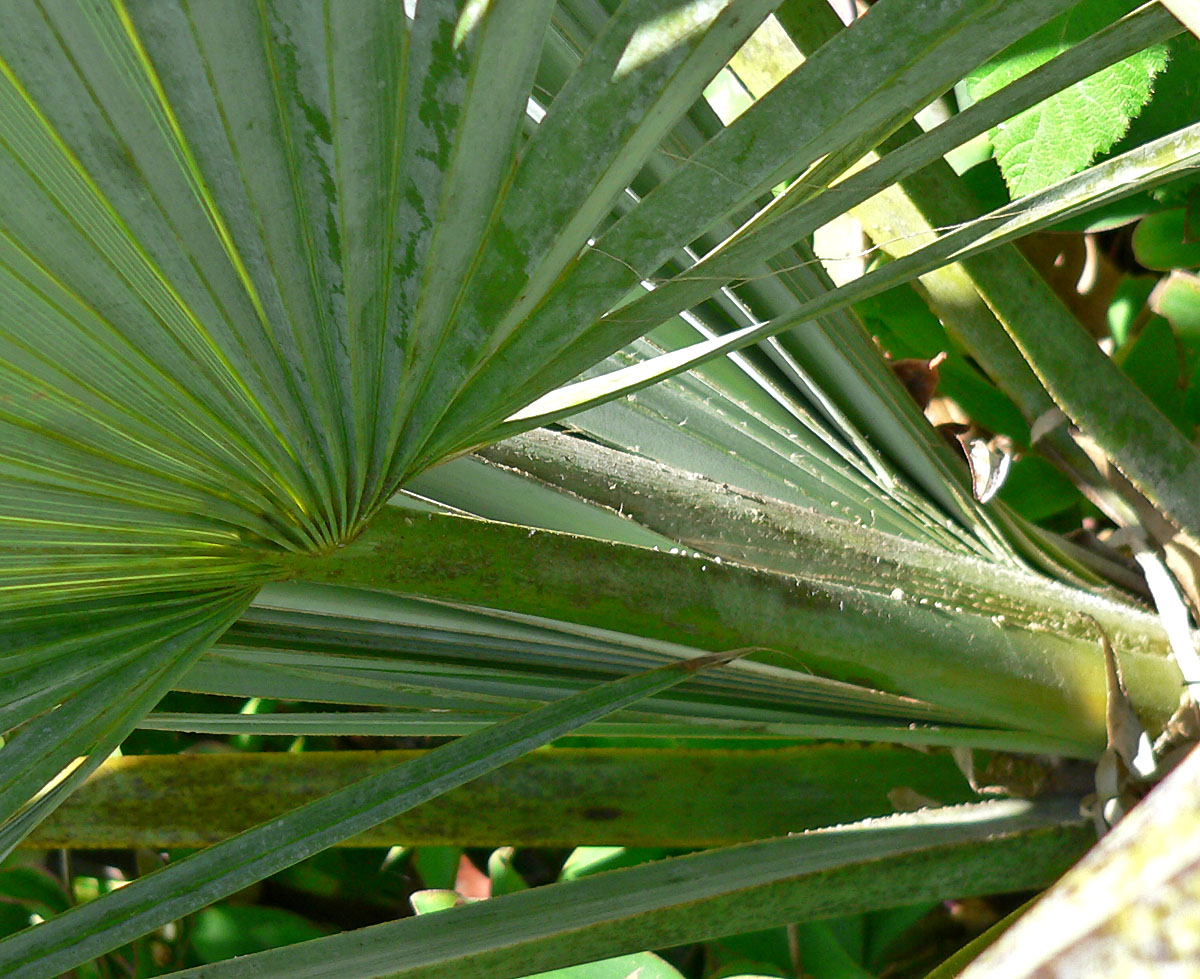